# IEEE 802.15.6
IEEE 802.15.6は、無線ボディエリアネットワーク (WBAN)の国際規格である。 
WBANは、さまざまなリアルタイムヘルスモニタリングや家電製品のアプリケーションを対象としている。  WBANの最新の国際規格はIEEE 802.15.6であり、これは人体の周辺領域における様々なアプリケーションに対応する幅広いデータレートをサポートする、低電力・短距離・高信頼度の無線通信の国際規格である。この規格では、体（人に限定されない）の体の近くまたは内部の短距離無線通信が規定されている。既存のISMバンド（産業科学医療用バンド）だけでなく、規制当局によって承認された周波数帯も使用する。サービス品質(QoS)、超低消費電力、最大10 Mbpsのデータ転送速度をサポートしながら、必要に応じて厳格な非干渉ガイドラインを順守する必要がある。この規格は、人の存在による携帯用アンテナへの影響（性別や体格により異なる）、身体への比吸収率(SAR)を最小限に抑えるための放射パターンの形状、ユーザーの動きの結果による特性の変化を考慮している。 

## セキュリティ
IEEE 802.15.6は、機密性、認証、完全性、プライバシー保護、および反射防御を提供することを目的としている。全てのノードとハブは、セキュリティ保護しない（レベル0）、認証は行うが暗号化はしない（レベル1 ）、認証と暗号化をおこなう（レベル2）の3つのセキュリティレベルのいずれかを選択する必要がある。Security Associationの確立中に、ノードとハブは共同で適切なセキュリティレベルを選択する必要がある。ユニキャスト通信では、事前共有または新しいマスターキー(MK)がアクティブになる。その後、セッションごとに一度だけ使用されるPairwise Temporal Key(PTK)が生成される。マルチキャスト通信では、対応するグループと共有されるGroup Temporal Key(GTK)が生成される。WBAN内の全てのノードとハブは、データ交換の前にMAC層で特定の段階を経る必要がある。Security Associationは、ノードとハブを互いに識別し、それらの間で共有される新しいマスターキーを確立するか、またはそれらの間で事前共有されている既存のMKをアクティブにする手順である。IEEE 802.15.6のSecurity Associationは4つの鍵共有プロトコルに基づいているが、これはセキュリティ問題を抱えている。IEEE 802.15.6の現在のSecurity Association手順のセキュリティとプライバシーの問題を適切に解決する提案が学術文献にいくつか公開されているが、それらの提案はまだIEEEの規格には含まれていないのは不可解である。 